# Rybitwa czarnoucha
Rybitwa czarnoucha (Sterna forsteri) – gatunek średniej wielkości ptaka z rodziny mewowatych (Laridae) zamieszkujący Amerykę Północną. Nie jest zagrożony wyginięciem.
Zasięg występowaniaWystępuje od południowo-środkowej Kanady przez USA do północno-wschodniego Meksyku. Zimuje od południowej Kalifornii do Panamy oraz od Karoliny Północnej po Zatokę Honduraską. Na części atlantyckich wybrzeży USA od Wirginii po Teksas ptak ten występuje przez cały rok. Sporadycznie zalatuje do Europy. Nie wyróżnia się podgatunków.
ZachowanieW Europie nie wydaje żadnych odgłosów. Zatrzymuje się na płaskich wybrzeżach. Zachowuje się podobnie jak rybitwa czubata.
MorfologiaMierzy 34–35 cm, rozpiętość skrzydeł wynosi 75–80 cm. Masa ciała 130–190 g.
W szacie godowej wygląda podobnie jak rybitwa rzeczna, jednakże ten gatunek ma drobniejsze nogi. Od rybitwy rzecznej różni się również ubarwieniem dzioba (pomarańczowy z czarną końcówką) oraz nóg (pomarańczowy). W szacie spoczynkowej biało-szara z czarną plamką przy oku i na uchu. Dziób ciemny. W pierwszej szacie młode jak dorosłe w szacie spoczynkowej.
StatusMiędzynarodowa Unia Ochrony Przyrody (IUCN) uznaje rybitwę czarnouchą za gatunek najmniejszej troski (LC – Least Concern). Liczebność populacji szacuje się na około 120 tysięcy osobników, a jej trend oceniany jest jako lekko wzrostowy.